# Eduardo Torroja
Eduardo Torroja Miret (Madrid, 27 agosto 1899 – 15 giugno 1961) è stato un ingegnere civile spagnolo.

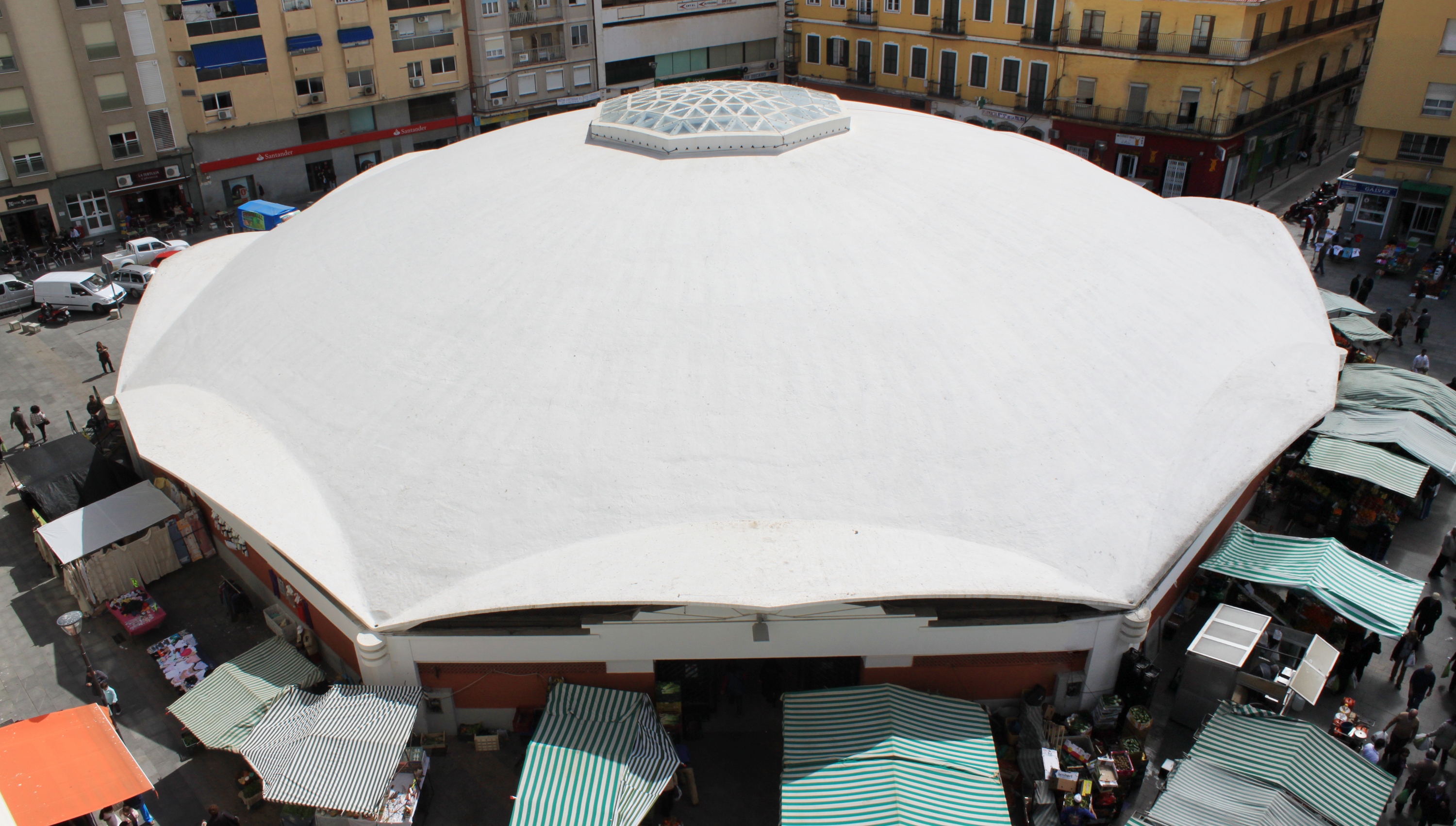
Mercato delle provviste di Algeciras

Nominato Primer Marqués de Torroja da Francisco Franco in riconoscimento della straordinaria attività nel campo dell'ingegneria civile, formatosi presso la Escuela Técnica Superior de Ingenieros de Caminos, Canales y Puertos (Scuola tecnica superiore di ingegneria civile, di canali e porti) di Madrid, è stato docente, costruttore e ricercatore.
Torroja è stato forse il massimo specialista mondiale di costruzioni in calcestruzzo dell'epoca. Tutte le generazioni successive di ingegneri civili hanno studiato, e studiano, i suoi approcci e sviluppi. Alcuni dei concetti da lui sviluppati sono stati portati avanti da uno dei suoi allievi, Félix Candela.
È padre dell'ingegnere José Antonio Torroja Cavanillas e nonno della cantante Ana Torroja.

## Biografia
Figlio del matematico Eduardo Torroja Caballé, Eduardo Torroja nasce a Madrid il 27 agosto 1899.
Nel 1917 si iscrive presso la Escuela de Ingenieros de Caminos (Scuola di Ingegneria Civile) - attualmente integrata presso il politecnico di Madrid - concludendo il corso di studi il 22 gennaio 1923 così brillantemente da entrare subito dopo nella Compañía de Construcciones Hidráulicas Civiles, impresa diretta dal suo stesso professore José Eugenio Ribera, presso la quale rimane fino al 1927; durante questa esperienza conclude vari progetti importanti fra quali si distingue, per l'innovazione del procedimento impiegato, la fondazione del puente de Sancti-Petri (San Fernando, Cadice).

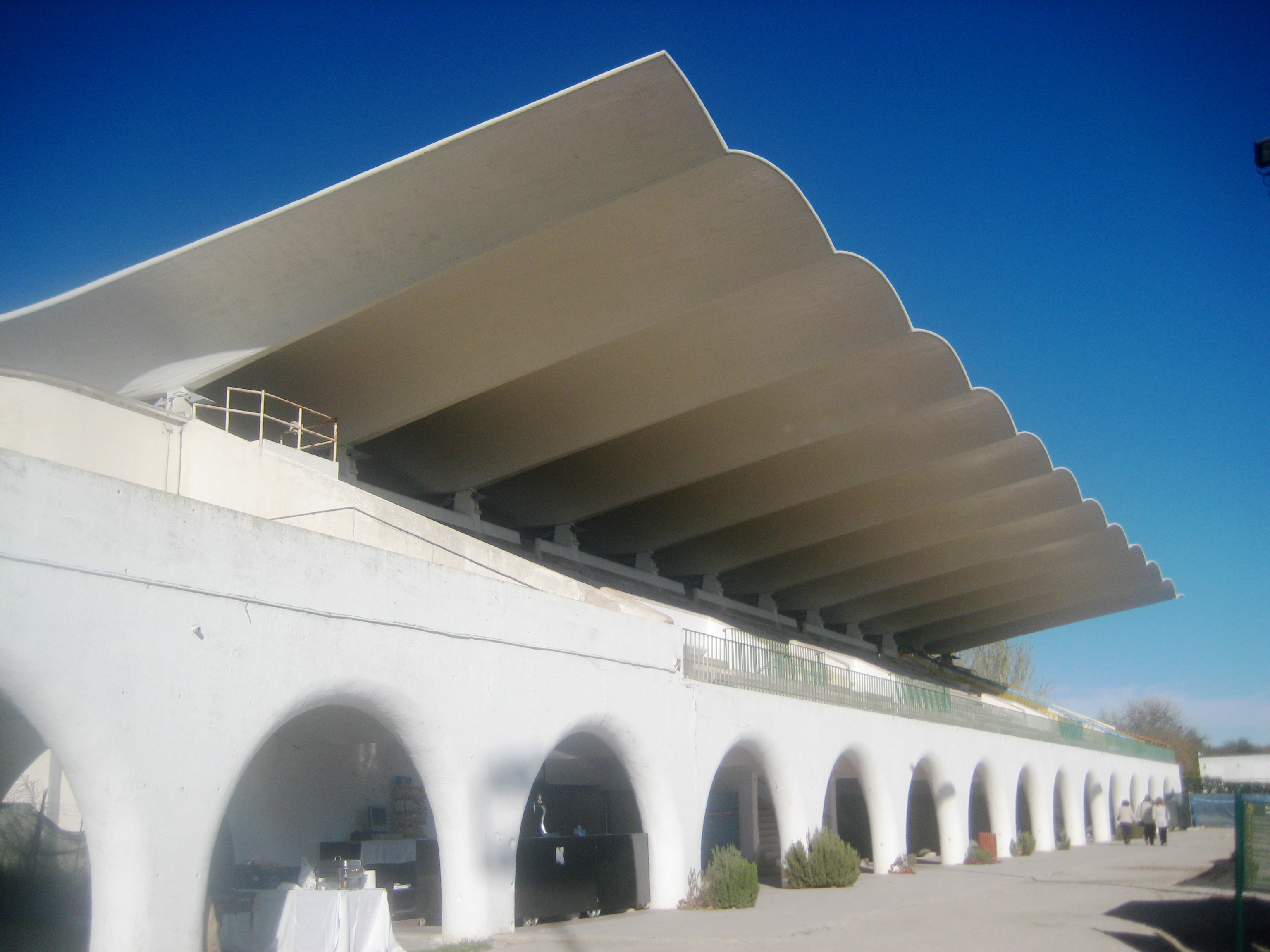

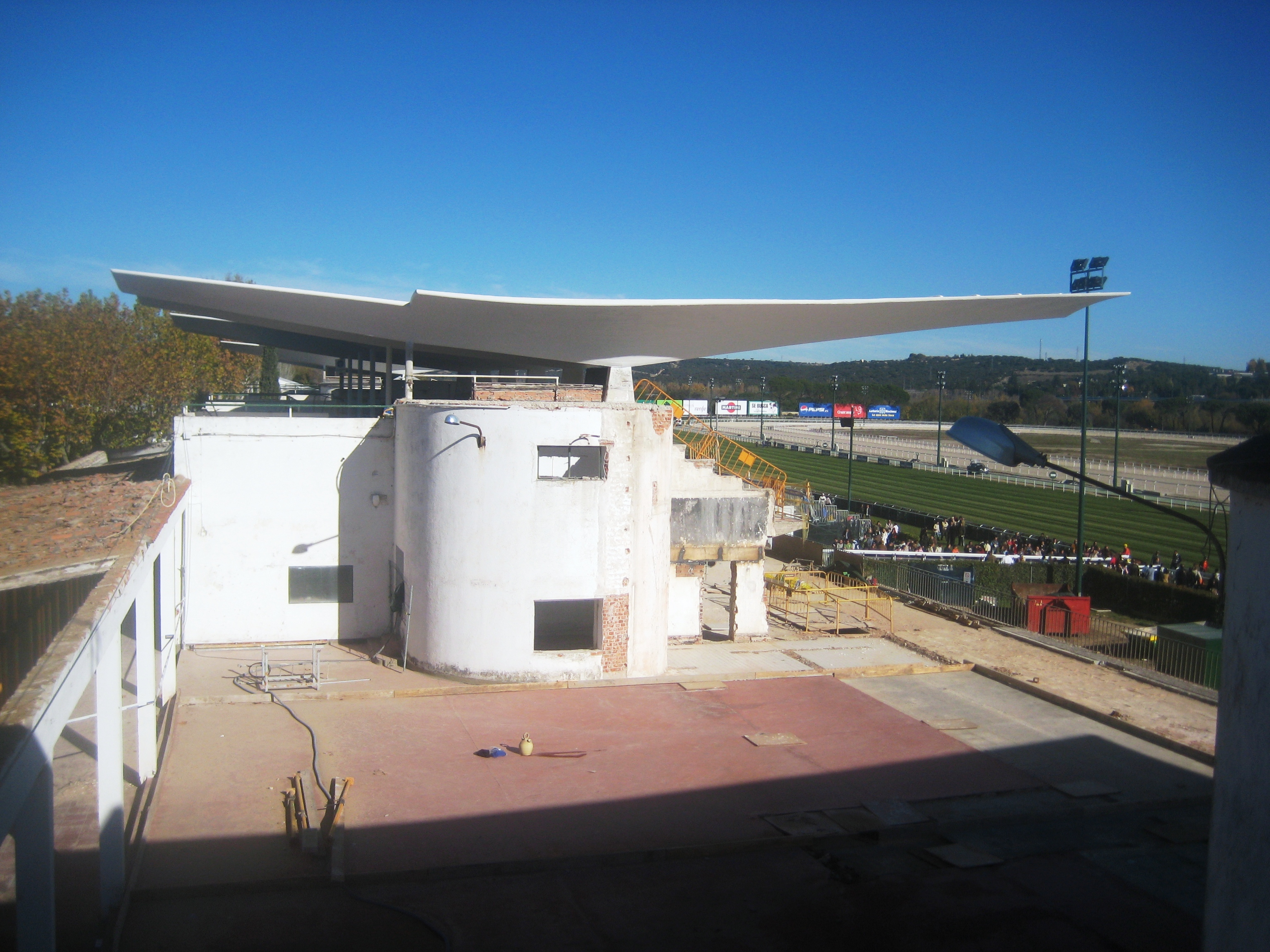
Due viste delle tribune dellHipódromo de la Zarzuela, opera dell'architetto Carlos Arniches Moltó

In seguito apre uno studio di progettazione a Madrid presso il quale prosegue l'attività progettando, nel 1933, la copertura del Mercado de Abastos de Algeciras, un'opera eccezionale per l'epoca. Come caratteristica innovativa del suo metodo di studio si può citare l'uso di modelli sperimentali in scala ridotta, modelli che realizzerà per tutte le strutture progettate durante questo periodo, come l'anfiteatro della clinica ospedaliera della città universitaria di Madrid, il Frontón Recoletos o le coperture e gli spalti del Hipódromo de la Zarzuela, tutte opere realizzate a Madrid.
Nel 1932 progetta, con l'architetto Manuel Sánchez Arcas, la centrale termica della città universitaria di Madrid. Entrambi riceveranno il Premio nazionale di architettura del 1932 per questo progetto.
Impegnato nel miglioramento delle tecniche di costruzione crea, insieme a un gruppo di architetti e ingegneri, l'impresa Investigaciones de la Construcción (ICON), dotata di laboratori specializzati nell'attività di ricerca e misurazione su modelli in scala ridotta e in qualsiasi tipo di indagine sulle costruzioni. Da questa impresa nasceranno, nel 1934, il Instituto Técnico de la Construcción y la Edificación, del quale Torroja sarà primo segretario, e la rivista Hormigón y Acero (Calcestruzzo e acciaio).
Nel 1939, dopo la parentesi imposta dalla guerra civile spagnola, il collegio dei docenti della Escuela Especial de Caminos, Canales y Puertos lo propone come professore per le materie relative al "Calcolo di strutture" e, successivamente, per altri corsi fra i quali "Resistenza dei materiali" e "Fondamenti di calcolo e esecuzione di opere di cemento armato e pretensionato". Sempre nel 1939, l'Instituto Técnico de la Construcción y la Edificación (attualmente Istituto di Scienze delle Costruzioni Eduardo Torroja) viene integrato nel Consejo Superior de Investigaciones Científicas (Consiglio superiore delle ricerche scientifiche).
Nel 1941 è nominato direttore del Laboratorio Central de Ensayo de Materiales de Construcción (Laboratorio centrale di prove sui materiali da costruzione) creato nel 1898 e situato nella stessa Escuela Especial de Caminos e, allo stesso tempo, incaricato per la progettazione, direzione e costruzione di un nuovo edificio per lo stesso laboratorio.
Senza abbandonare le sue attività di progettista di strutture, partecipa - specialmente a partire dal 1948 - alle attività di numerosi comitati e organizzazioni scientifiche, nazionali e internazionali, fino a diventare presidente della Asociación Internacional del Hormigón Pretensado (Associazione Internazionale del calcestruzzo pretensionato), così come collaboratore assiduo e membro del dell'ufficio direttivo del Comitato Europeo del Calcestruzzo.
L'ultima parte della vita la trascorre in piena attività scientifica presso l'Instituto Técnico de la Construcción y el Cemento che, in suo onore, prenderà il nome di Instituto Eduardo Torroja de la Construcción y el Cemento.
Torroja ricevette vari riconoscimenti, fra i quali la Gran Cruz de Alfonso X el Sabio, Gran Cruz del Mérito Civil e varie
lauree honoris causa fra le quali quelle dell'Università di Tolosa, Università di Buenos Aires e Università del Cile.

## Opere Principali

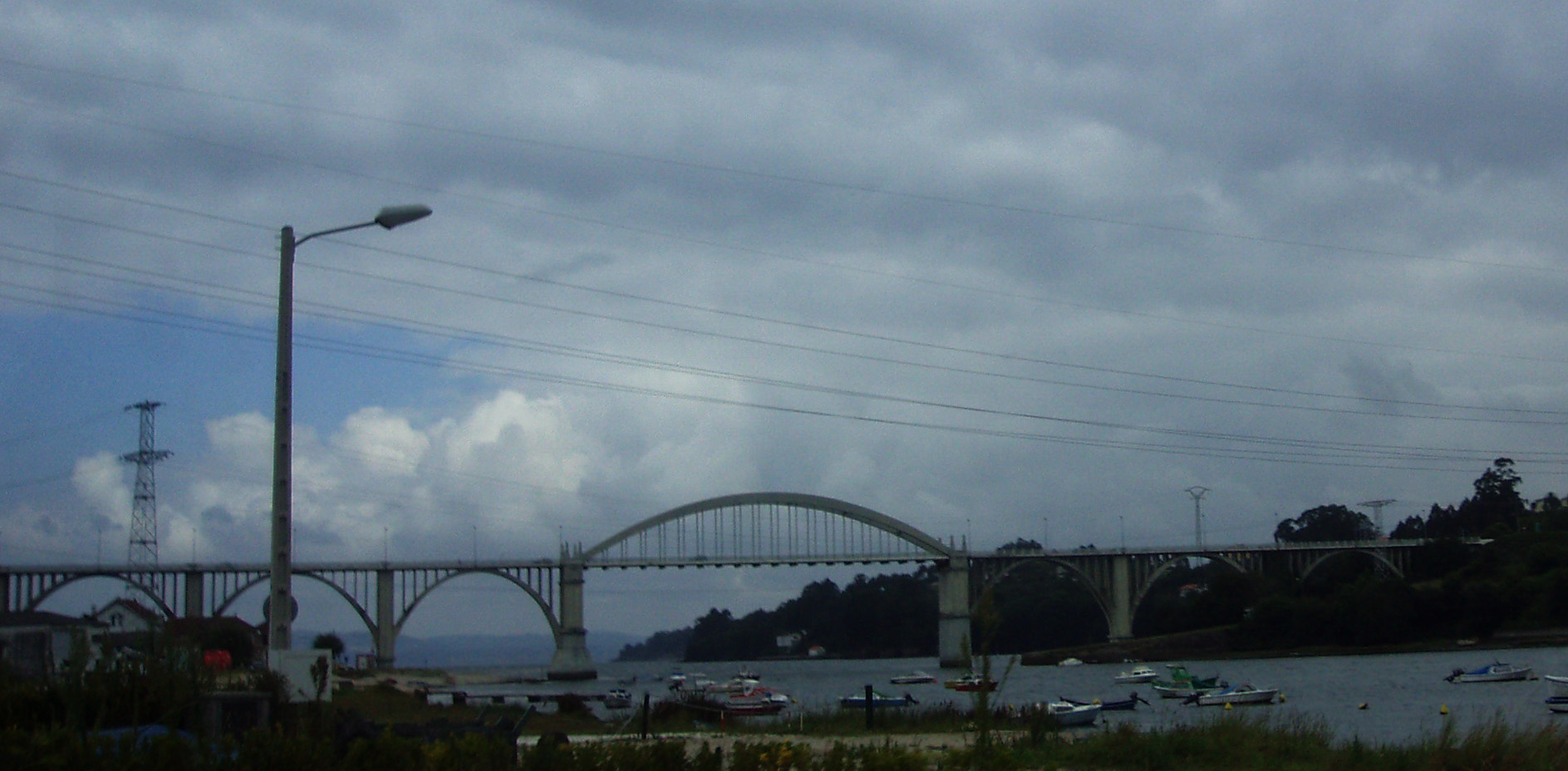
Puente del Pedrido, provincia della Coruña

- Bodegas Gonzalez Byass, Jerez de la Frontera
- Mercado de Abastos de Algeciras (Mercato delle provviste di Algeciras), Algeciras
- Copertura della tribuna del Hipódromo de la Zarzuela, Madrid
- Viadotto Martín Gil della ferrovia Zamora-Ourense sul fiume Esla (direzione dell'opera)
- Frontón Recoletos, Madrid
- Puente de Hierro de Sancti-Petri, San Fernando, provincia di Cadice
- Puente del Pedrido, Provincia della Coruña
- Acquedotto di Alloz, Navarra

## Pubblicazioni
- Razón y ser de los tipos estructurales; ed. Consejo Superior de Investigaciones Científicas (Madrid) ISBN 84-00-07980-9.
- Cálculo de esfuerzos en estructuras con piezas curvas; ed. Instituto de Ciencias de la Construcción Eduardo Torroja (Madrid) ISBN 84-7292-206-5.
- Cálculo de esfuerzos en estructuras reticuladas; ed. Instituto de Ciencias de la Construcción Eduardo Torroja (Madrid) ISBN 84-7292-210-3.